# Bonchurch
Bonchurch är en ort i civil parish Ventnor, på ön Isle of Wight, i grevskapet Isle of Wight, i England. Bonchurch var en civil parish fram till 1933 när blev den en del av Ventnor och Sandown Shanklin. Civil parish hade 502 invånare år 1931. Byn nämndes i Domedagsboken (Domesday Book) år 1086, och kallades då Bonecerce.